# Юліян Любенецький
Юліян Роман Любенецький (пол. Julian Roman Lubieniecki; 1802, село Кути́, нині Золочівський район Львівської області — 13 березня 1862, Перемишляни) — польський пасічник.

## Життєпис
Народився в родині Ґжеґожа Любенецького, ймовірно, управителя маєтностей Жевуських в Олеську, та його дружини Катажини з Яницьких. Начався на філософському факультеті Львівського університету.
У 1851 році подав у відставку з роботи в Адама Замойського (працював у його лопатинських маєтностях приблизно з 1844 року) та купив невелике господарство в Перемишлянах. Юліян Любенецький там помер і похований.